# Fröhliche Weihnacht überall
Fröhliche Weihnacht überall, en français « Joyeux Noël partout », est un chant de Noël allemand. La première publication identifiée de du allemand date de 1880, mais elle est en fait publiée en anglais dès 1870 sous le titre Merry, Merry Christmas . Vers 1885, elle est considérée comme une chanson allemande populaire et est largement publiée au début du XXe siècle.

## Histoire
La chanson apparait pour la première fois en 1870 sous le titre Merry, Merry Christmas dans le recueil intitulé Christmas Annual No. 2 édité à New York. Mme Thomas J. Cook, une enseignante américaine de la seconde moitié du XIXe siècle, est citée comme l'auteur du texte et de la musique. L'auteur apparaît également sous le nom de Rebecca S. Cook. Dans certains livres, les deux noms sont donnés comme auteur, sachant que ces deux noms peuvent désigner la même personne. La chanson a été réimprimée dans plusieurs recueils de chansons pour école du dimanche jusqu'en 1896, puis à nouveau en 1923.
Le texte allemand est parfois attribué à August Heinrich Hoffmann von Fallersleben. Cependant, le poème est introuvable dans les œuvres de Hoffmann.
La plus ancienne version vérifiable à ce jour en langue allemande se trouve dans le recueil de chansons Alte und neue Weihnachtslieder für Schule und Haus (Chansons de Noël anciennes et nouvelles pour l'école et la maison) de la compositrice et pédagogue Caroline Wichern, la fille aînée de Johann Hinrich Wichern, publié à Hambourg en 1880. La chanson a le titre « Fröhliche Weihnacht » et la note d'origine indique le chant chante st traduit de l'anglais. On le trouve ensuite dans l'hymne Liederlust und Psalter, compilé par Heinrich Liebhart pour les écoles du dimanche et les familles méthodistes, et publié à Cincinnati en 1882. L'indication d'origine y est « d'Angleterre ». La mélodie de la version allemande est légèrement modifiée à certains endroits par rapport à l'original.
En 1885, le chant est connu en Allemagne et est considéré comme une chanson « chantée avec joie dans les cercles d’enfants joyeux au moment de Noël ». En 1896, une composition de Rudolph Palme (de) apparaît en n°5 dans son opus 64 Christnacht und Weihnachten. Au début du XXe siècle, la chanson a trouvé sa place dans de nombreux recueils de chansons scolaires de langue allemande et est ainsi devenue très populaire. Les traductions dans d'autres langues ne sont pas connues.
La chanson a été arrangée pour de nombreux instruments, de préférence pour la musique scolaire et familiale, notamment :
- pour voix et piano de Magdalene Kemlein 1974[10] ;
- pour flûtes à bec de Fritz Koschinsky[11] ;
- pour accordéon de Rolf Heitmüller[12] ;
- pour guitares de Willy Hintermeyer[13] ;
- comme un grand mouvement instrumental d'Anton Dawidowicz (de), 1962[14] ;
- pour chœur d'hommes, de femmes ou mixte de Franz Biebl, 1978[15] ;

## Textes
| texte original | traduction littérale |
| --- | --- |
| "Fröhliche Weihnacht überall !" Tönet durch die Lüfte froher Schall. Weihnachtston, Weihnachtsbaum, Weihnachtsduft in jedem Raum ! "Fröhliche Weihnacht überall !" Tönet durch die Lüfte froher Schall. Darum alle stimmet ein in den Jubelton, Denn es kommt das Licht der Welt Von des Vaters Thron. "Fröhliche Weihnacht überall !" Licht auf dunklem Wege, unser Licht bist du ; Denn du führst, die dir vertrau’n, Ein zu sel’ger Ruh’. "Fröhliche Weihnacht überall !" Was wir ander’n taten, sei getan für dich, Daß bekennen jeder muß, Christkind kam für mich. | "Joyeux Noël partout !" Dans les airs résonne un son joyeux. Mélodie de Noël, arbre de Noël, Odeur de Noël dans chaque pièce ! "Joyeux Noël partout !" Résonne dans les airs d'un son joyeux. C'est parce que tous chantent en chœur dans le son heureux, Car vient la lumière du monde Du trône du Père. "Joyeux Noël partout !" Lumière sur les sombres chemins, tu es notre lumière ; Car tu guides ceux qui croient en toi Vers le repos béni. "Joyeux Noël partout !" Que ce que nous autres faisions soit fait pour toi, Chacun doit l'avouer, L'Enfant-Christ vint pour moi. |